# Sorex caecutiens
Sorex caecutiens là một loài động vật có vú trong họ Chuột chù, bộ Soricomorpha. Loài này được Laxmann mô tả năm 1785.

## Hình ảnh

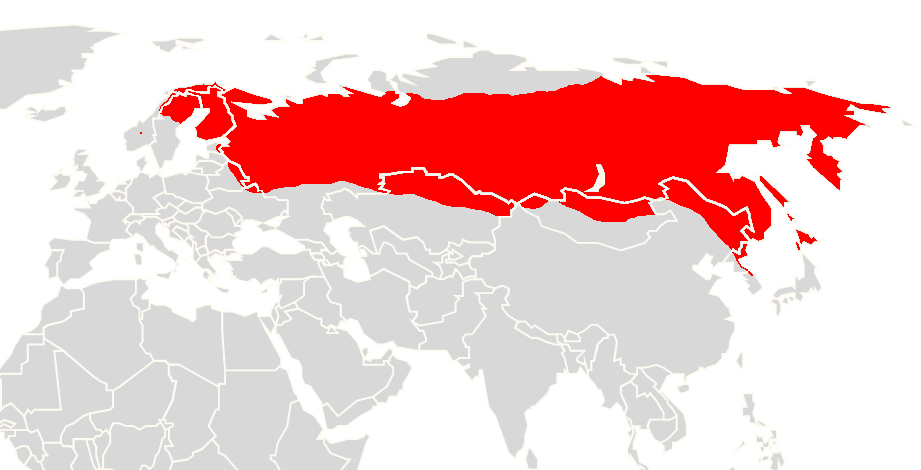